# Sotiris Kaiafas
Sotiris Kaiafas (n. 17 decembrie 1949, Mia Milia⁠(d), Cipru) este un fost jucător de fotbal cipriot, care a jucat la Omonia și la naționala de fotbal a Ciprului.

## Palmares

### Club
- AC Omonia
  - Campionatul Cipriot: 1971-72, 1973–74, 1975–76, 1976–77, 1978–79,  1980–81, 1981–82, 1982–83, 1983–84
  - Cupa Ciprului: 1971-72, 1973–74, 1979–80, 1980–81, 1981–82, 1982–83
  - Stylianakis Shield (4): 1979, 1980, 1981, 1982, 1983

### Individual
- Cel mai bun marcator al Ligii Cipriote (8): 1971/72, 1973/74, 1975/76, 1976/77, 1978/79, 1979/80, 1980/81, 1981/82
- Gheata de aur (1):1976
- Sportivul Cipriot al Anului (2): de Jurnaliștii din Cipru: 1976, 1978
- UEFA Jubilee Awards 2003  pentru Cel mai bun fotbalist cipriot al secolului 20
- Ales de Asociația Sportivă Cipriotă ca Cel mai bun sportiv cipriot al secolului 20 (împreună cu atletul Stavros Tziortzis)